# حداده
حداده روستایی در دهستان دامنکوه بخش مرکزی شهرستان دامغان استان سمنان ایران است.

## جمعیت
بر پایه سرشماری عمومی نفوس و مسکن در سال ۱۳۹۵ جمعیت این روستا ۲۴۹ نفر (در ۹۸ خانوار) بوده است.